# Wilfried Bommert
Wilfried Bommert (* 16. September 1950; † 9. April 2025) war ein deutscher Journalist und Autor.
Nach dem Studium der Agrarwissenschaften an der Universität Bonn legte er 1977 seine Dissertation der Landwirtschaftlichen Fakultät der Universität Bonn vor. Ab 1979 arbeitete er als Journalist im WDR. Er war Leiter der Umweltredaktion im WDR-Hörfunk. 2012 gründete er das Institut für Welternährung – World Food Institute e. V. in Berlin, dessen Vorstandsvorsitzender er war.

## Werke (Auswahl)
- 1977: Bestimmungsgründe der Weiterbildungsbereitschaft von Landfrauen. Befunde einer repräsentativen Befragung über Bildungsverhalten und Bildungsabsichten von 1549 landwirtschaftlich tätigen Frauen in der Bundesrepublik Deutschland. Forschungsgesellschaft für Agrarpolitik und Agrarsoziologie e.V., Forschungsstelle Bonn, Bonn (Hochschulschrift; zugl.: Bonn, Universität, Landwirtschaftliche Fakultät, Dissertation).
- 1978, mit Bernd van Deenen: Landfrauen-Weiterbildung. Bestandsaufnahme, Bestimmungsgründe, Folgerungen. Kommentator-Verlag, Frankfurt [Main].
- Rheinische Landwirtschaft im Wettbewerb um Produktionskapazitäten. Landwirtschaftskammer Rheinland, Abt. Betriebsführung, Gruppe Betriebswirtschaft und Wirtschaftsberatung, Bonn.
- 1979: Grenzen und Möglichkeiten der Beratung einkommensschwacher Haupterwerbsbetriebe des Rheinlandes. Landwirtschaftskammer Rheinland, Bonn.
- 1985/87: Eine Pflanzenschutz-Geschichte! Oder: Wie der Salat die Ehre der Möhre rettete. AID, Bonn.
- 2009: Kein Brot für die Welt. Die Zukunft der Welternährung. Riemann, München, ISBN 978-3-570-50108-5.
- 2013: Bodenrausch, die globale Jagd auf die Äcker der Welt. Eichborn Verlag, Köln, ISBN 978-3-8479-0005-4.
- 2014: Brot und Backstein. Wer ernährt die Städte der Zukunft? Carl Ueberreuter Verlag GmbH, Wien, ISBN 978-3-8000-7596-6.
- 2017: mit Marianne Landzettel: Verbrannte Mandeln. Wie der Klimawandel unsere Teller erreicht. dtv, München, ISBN 978-3-423-26157-9.

## Auszeichnungen
- 2013: HumanAward der Kluge Stiftung